# Mysidia molesta
Mysidia molesta är en insektsart som beskrevs av Broomfield 1985. Mysidia molesta ingår i släktet Mysidia och familjen Derbidae. Inga underarter finns listade i Catalogue of Life.